# Levente Józsa
Levente Márk Józsa, född 4 oktober 2002, är en ungersk taekwondoutövare. 

## Karriär
I maj 2024 tog Józsa brons i 68 kg-klassen vid EM i Belgrad.